# Chiesa evangelica luterana (Roma)

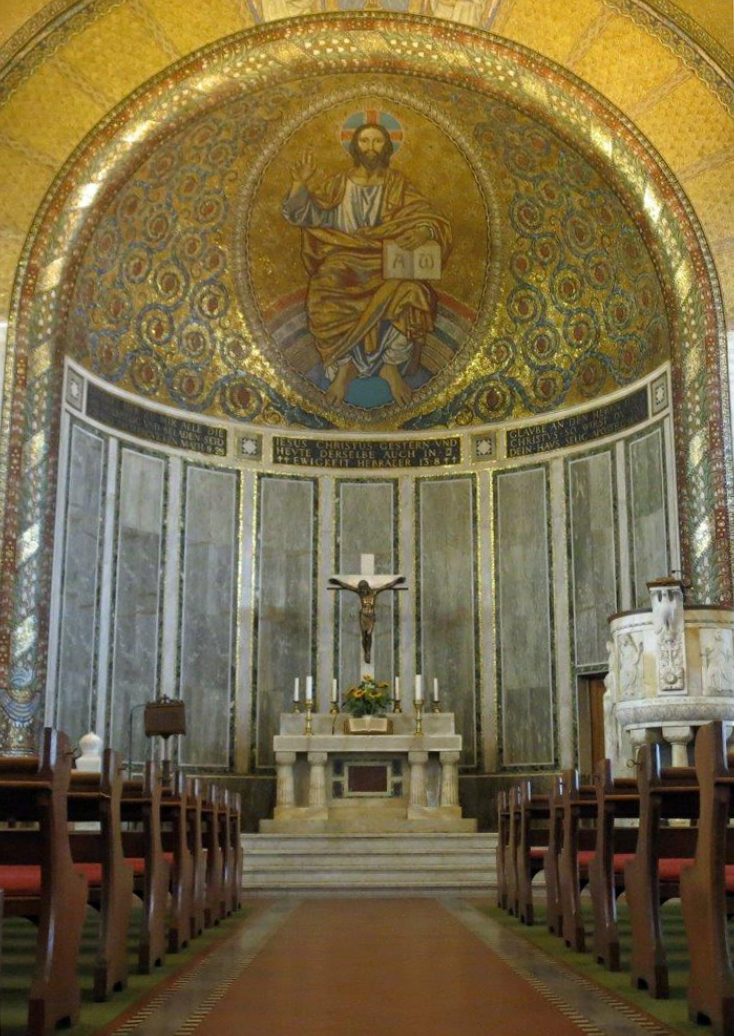
Interno della chiesa: l'altare maggiore.

La chiesa evangelica luterana, denominata in tedesco Christuskirche (in italiano: Chiesa di Cristo), è il principale luogo di culto luterano di Roma, situato nel rione Ludovisi, in via Sicilia.

## Storia
La chiesa fu costruita tra il 1910 e il 1922, anno in cui fu aperta al pubblico. Il suo progettista fu Franz Heinrich Schwechten, architetto di corte dell'imperatore tedesco Guglielmo II, lo stesso a cui si deve la Kaiser-Wilhelm-Gedächtniskirche di Berlino, la chiesa lasciata allo stato di rovina come monito alla tragedia della guerra. Durante la costruzione della chiesa, a 2,40 metri di profondità, fu scoperto il selciato di una strada romana larga 4 metri. A pochi metri dal luogo in cui sorge la chiesa, nell'Ottocento venne scoperto un obelisco di 13 metri, romano di origine, che apparteneva alla Villa di Sallustio (i cosiddetti Horti Sallustiani), e che oggi si erge davanti alla Chiesa della Santissima Trinità dei Monti.
La chiesa ha ricevuto la visita di tre papi: Giovanni Paolo II l'11 dicembre 1983, Benedetto XVI il 14 marzo 2010 e Francesco il 15 novembre 2015.

## Descrizione

### Esterno
La facciata della chiesa dà su via Sicilia. A capanna, presenta un paramento murario in pietre squadrate ed è affiancata da due campanili a torre a pianta quadrata; la cella campanaria ciascuno di essi si apre su ogni lato con una trifora, sorretta da colonnine. Nella parte inferiore della facciata, si apre con un grande arco a tutto sesto il portico, con volta a botte; all'interno si accede tramite due porti poste lateralmente rispetto alla polifora centrale, precedute da delle scale. Al di sopra del portico, si trovano tre statue marmoree raffiguranti Cristo (al centro), San Pietro (a sinistra) e San Paolo (a destra). Nella parte alta della facciata, si aprono sette monofore a tutto sesto strombate.
Le fiancate della chiesa sono prive di decorazione, con finestre su due ordini. Alle spalle della chiesa, ad essa adiacente, si eleva la torre campanaria, con pianta quadrata e copertura piramidale in tegole. La sua cella campanaria presenta due ordini di polifore sovrapposte, con quello inferiore più alto rispetto a quello superiore.

### Interno
Si accede alla chiesa tramite un atrio che dà con un doppio ingresso sull'aula; questa è suddivisa in tre navate, con quella centrale più larga rispetto alle laterali, che inoltre sono più basse e sormontata da un matroneo che continua in controfacciata formando una cantoria. Le volte della navata mediana e dei matronei sono a vela e a botte, con mosaici dorati e con motivi naturalistici e geometrici.
La navata centrale termina con l'abside semicircolare, di sezione leggermente minore, interamente occupata dal presbiterio, rialzato di alcuni gradini rispetto al resto della chiesa: sulla destra trova luogo il pulpito marmoreo, decorato con bassorilievi raffiguranti Isaia, Giovanni Battista, Stefano protomartire e Giovanni Evangelista; al centro l'altare, sormontato da un Crocifisso bronzeo; a sinistra l'ambone ligneo intagliato. Il catino absidale presenta una ricca decorazione musiva raffigurante l'Albero della vita con al centro, inscritto in una mandorla, il Cristo Pantocratore. All'esterno del presbiterio, sulla destra, vi è il fonte battesimale, ispirato a quello della Dómkirkjan di Reykjavík.

### Organo a canne
Sulla cantoria in controfacciata, si trova l'organo a canne Steinmeyer opus 1515, costruito nel 1930. Lo strumento, a trasmissione elettrica, dispone di 35 registri; la sua consolle, situata anch'essa in cantoria, ha due tastiere di 61 note ciascuna ed una pedaliera dritta di 30 note.